# Julidochromis marlieri
Julidochromis marlieri là một loài cá thuộc họ Cichlidae. Nó là loài đặc hữu của hồ Tanganyika in Africa nơi nó được tìm thấy ở Burundi, Cộng hòa Dân chủ Congo, Tanzania, và Zambia. In the aquarium trade, it is thường được biết đến với tên Marlier's Julie hoặc Spotted Julie.